# Mashona Washington
Mashona Washington (født 31. maj 1976 i Flint, Michigan, USA) er en professionel tennisspiller fra USA. 
Mashona Washington højeste rangering på WTA single rangliste var som nummer 50, hvilket hun opnåede 8. november 2004. I double er den bedste placering nummer 55, hvilket blev opnået 18. juli 2005. 